# Burkhart von Ziegenhain
Burkhart von Ziegenhain (auch Burkart von Ziegenhain; * nach 1207; † August 1247 im Bodensee) war wenige Monate lang Erzbischof von Salzburg.

## Leben

### Kirchliche Laufbahn
Burkhart war dritte Sohn des Grafen Ludwig I. von Ziegenhain und Nidda und dessen Frau Gertrud und war für eine kirchliche Laufbahn vorgesehen. Er wurde Domherr in Mainz und Worms, 1227 Dekan und 1234 Propst von St. Mariengreden in Mainz sowie Propst des Stifts St. Walpurgis in Weilburg. Er war von 1235 an Propst am Petersstift zu Fritzlar und ab 1239 Propst von St. Marien in Wetzlar. Im Auftrage des Erzbischofs Siegfried III. von Mainz leiteten Burkhart und sein Bruder, Graf Berthold I. von Ziegenhain, im Jahre 1242 die Eroberung der kaisertreuen Reichsstadt Wiesbaden. Dabei geriet er zwar in Gefangenschaft, kam aber schon bald wieder frei.

### Kanzler Heinrich Raspes
Burkhart stand, wie die Erzbischöfe Siegfried III. von Mainz und Konrad von Köln, auf der Seite der Gegner der Staufer, des Kaisers Friedrich II. und dessen Sohn König Konrad IV., und reiste mit den beiden Erzbischöfen im Frühjahr 1245 nach Lyon, um auf dem dortigen Konzil die Absetzung Friedrichs zu betreiben. Bereits 1242 war er an der Eroberung der kaisertreuen Reichsstadt Wiesbaden beteiligt.
Erzbischof Siegfried hatte 1241 sein Amt als Reichsverweser wegen seines Übertritts zur päpstlichen Partei an den Thüringer Landgrafen Heinrich Raspe verloren. Raspe ging jedoch um die Jahreswende 1243/44 ebenfalls ins Lager der Kaisergegner, und dies führte zu einer engen Zusammenarbeit zwischen Landgraf und Erzbischof. Auf Ersuchen Heinrich Raspes erlaubte Papst Innozenz IV. im Januar 1246 dem Fritzlarer Propst Burkhart, zusätzliche Pfründen und Würden anzunehmen. Nachdem Innozenz Kaiser Friedrich und König Konrad für abgesetzt erklärt hatte und Heinrich Raspe daraufhin am 22. Mai 1246 von einer Versammlung geistlicher Fürsten und thüringischer und hessischer Grafen in Veitshöchheim bei Würzburg zum Gegenkönig gewählt worden war, wurde Burkhart von Ziegenhain am nächsten Tag zu Raspes Kanzler bestellt. Allerdings gibt es aus seiner Kanzlerschaft kaum beurkundete Dokumente. Heinrich Raspe starb schon am 16. Februar 1247, und damit endete Burkharts Kanzlerschaft.

### Erzbischof von Salzburg
Nachdem der Salzburger Erzbischof Eberhard II. am 1. Dezember 1246 gestorben war, wählte das dortige Domkapitel einstimmig Philipp von Spanheim zum Nachfolger, einen Sohn Herzog Bernhards II. von Kärnten und Neffen des böhmischen Königs Ottokar I. Um seine Erbansprüche auf Kärnten nicht zu gefährden, ließ sich Philipp nicht weihen. Papst Innozenz IV. ignorierte die Wahl daher und ernannte stattdessen am 25. Februar 1247 den Kaisergegner Propst Burkhart von Fritzlar zum neuen Erzbischof von Salzburg. Am 6. März wurde Burkhart in Lyon zum Priester und Bischof geweiht, ehe er kurz darauf vom Papst das Pallium erhielt.
Burkhart gelangte jedoch nicht mehr nach Salzburg. Er ertrank am 23. oder 25. August 1247 im Bodensee, auf der Reise von Lyon nach Salzburg. Ob es sich dabei um einen Unfall oder eine gewaltsame Beseitigung handelte, ist ungewiss. Burkhart wurde im Zisterzienserkloster Salmannsweiler (Salem) beigesetzt. Seine bronzene Grabplatte wurde 1634 von schwedischen Landsknechten geraubt.
Philipp von Spanheim folgte Burkhart als Administrator und Elekt („Erwählter zum Erzbischof“), ohne jemals die Weihe zu erhalten, und wurde erst 1257 vom Salzburger Domkapitel abgesetzt.